# 마리 브라운
마리아 ("마리") 요한나 필립센-브라운(네덜란드어: Maria ("Marie") Johanna Philipsen-Braun, 1911년 6월 22일 ~ 1982년 6월 23일)은 네덜란드의 수영 선수이다.
로테르담 출신으로 1928년 암스테르담 올림픽에서 100m 배영 금메달을 획득하였다.
그녀의 모친은 1928년부터 1958년까지 5개의 올림픽에서 성공적으로 네덜란드 여자 수영 팀의 코치를 맡았다고 한다.
1980년 국제 수영 명예의 전당에 헌액되었다.